# Georges Eddy Lucien
Pour les articles homonymes, voir Lucien.
Georges Eddy Lucien, géographe, docteur en histoire, est un professeur haïtien, chercheur et auteur de plusieurs ouvrages

## Biographie

### Profil académique
Georges Eddy Lucien a fait ses études de premier cycle universitaire aux départements des sciences sociales et de mathématiques de l'École normale supérieure de Port-au-Prince (d) de l'Université d'État d'Haïti. Il est licencié en géographie avec mention urbanisme. Il est titulaire d’une maîtrise en géographie avec mention Aménagement et d’un master 2 en géographie avec spécialité Villes et Territoire et Territorialité de l’Université des Antilles et de la Guyane (UAG). Dans la foulée, il a bouclé ses études doctorales en Histoire urbaine à l’Université de Toulouse-Le-Mirail. Puis, il a réalisé un stage postdoctoral en études urbaines à l’Université du Québec à Montréal.

### Postes occupés
Georges Eddy Lucien est professeur d'histoire et de géographie urbaine a l’Université d’État d’Haïti et dirige le laboratoire dynamique de mondes américains (LADMA) de cette université.  A l'Université Quisqueya, il enseigne et dirige le Centre de Recherche et d’appui aux politiques urbaines. Entre 2008 et 2009 il a coordonné le programme de master « Aménagement des quartiers précaires et développement urbain en Haïti » de cette université ; un programme développé en partenariat avec l’Université du Québec à Montréal,,,

### Publications

#### Thèse de doctorat en histoire
Port-au Prince (1915-1956) : modernisation manquée : centralisation et dysfonctionnements. Soutenue en 2007 à Toulouse 2, sous la direction de Jean-François Soulet.

#### Ses ouvrages
- 2009 : « Espaces périphériques et économie d’archipel : La trajectoire contemporaine de Verrettes (Haïti) ». Éditions de l’Ueh et du CIDHICA. En 2020, cet ouvrage est réédité par les éditions Gouttes Lettres[5]
- 2013 : « Une modernisation manquée : Port-au-Prince (1915-1956) ». Port-au-Prince, les presses de l'Université d'État d'Haïti. À noter que cet ouvrage est la reprise de sa thèse de doctorat soutenue à l'Université de Toulouse le Mirail en 2007[6].
- 2015 : « Little Haïti, si loin de Dieu et si près du centre-ville de Miami »[7]
- 2018 : « Le Nord-Est d’Haïti, la perle d’un monde fini : entre illusion et réalités » (Open for business). Paris, L’Harmattan, Coll. « documentation haïtienne »[8],[9]

### Récompenses
En novembre 2013, il a reçu lors de la 25e conférence annuelle de l’Association des études haïtiennes, un ‘‘Award of recognition’’ pour son ouvrage :  « Une modernisation manquée : Port-au-Prince (1915-1956)»

## Sources
1. 1 2  Dieulermesson Petit-Frère, « Georges Eddy Lucien, un chercheur émérite (suite et fin) », sur Le Nouvelliste (consulté le 12 novembre 2020)
2. ↑  « Histoire Contemporaine d'Haïti », sur histoirecontemporainehaiti.lcsp.univ-paris-diderot.fr (consulté le 12 novembre 2020)
3. ↑  « Port-au-Prince (Haiti) : les méthodes de recherche sont à l’honneur », sur AUF (consulté le 12 novembre 2020)
4. ↑  « Port-au-Prince (Haiti) : les méthodes de recherche sont à l’honneur », sur AUF (consulté le 12 novembre 2020)
5. ↑  Elien Pierre, « Georges Eddy Lucien signe « Espaces périphériques et Economie d’archipel » à la DNL », sur Le Nouvelliste (consulté le 12 novembre 2020)
6. ↑  Dieulermesson Petit-Frère, « Une modernisation manquée de Port-au-Prince », sur Le Nouvelliste (consulté le 12 novembre 2020)
7. ↑  Rosny Ladouceur, « « Little Haiti » : la dernière cible de Georges Eddy Lucien », sur Le Nouvelliste (consulté le 12 novembre 2020)
8. ↑  Michel Desse, « LUCIEN Georges Eddy (2018). Le Nord-Est d’Haïti, la perle d’un monde fini : entre illusion et réalités (Open for business) », Cairn.info,‎ 2019, p. 339-341 (lire en ligne)
9. ↑  « L'Harmattan : livres, revues, articles, DVD - fond numérique », sur www.editions-harmattan.fr (consulté le 12 novembre 2020)
10. ↑  « Georges Eddy Lucien, un chercheur émérite (1ère partie) », sur Le Nouvelliste (consulté le 12 novembre 2020)